# Чрезвычайный и полномочный посол Франции в России
Чрезвычайный и полномочный посол Французской Республики в Российской Федерации на современном этапе является высшим представителем главы своего государства при президенте России, одновременно административно подчиняясь министерству иностранных дел Франции. Он руководит работой дипломатического представительства Франции в России и координирует деятельность всех других французских представительств на территории Российской Федерации. Чрезвычайный и полномочный посол Франции назначается на должность декретом президента на заседании Совета министров по представлению премьер-министра и министра иностранных и европейских дел Франции. 

## Французская специфика
Согласно декрету президента Французской Республики Шарля де Голля № 69-222 от 6 марта 1969 года с последующими изменениями об особом статусе дипломатических и консульских агентов в консолидированной версии от 27 мая 2009 года, в дипломатической практике Франции следует различать понятия «посла Франции», «чрезвычайного и полномочного посла Франции в (название страны)» и «полномочного министра».

### Посол Франции
Посол Франции — это особое достоинство, в которое заслуживающее того лицо пожизненно и индивидуально возводится декретом президента Французской Республики на заседании Совета министров. При этом данное лицо может не иметь никакого отношения к дипломатической службе, а высокопоставленные карьерные дипломаты, много лет прослужившие на должностях чрезвычайных и полномочных послов Франции за рубежом, могут никогда не быть возведёнными в это особое личное достоинство.
Исходным нормативным документом, регулирующим статус «посла Франции» в пятой Республике, являлся декрет № 59-44221 от 21 марта 1959, заменённый на декрет № 85-779 от 24 июля 1985.
По представлению министра иностранных дел и по отдельному декрету, принятому на Совете министров, послы Франции могут выделяться на один год (с возможностью продления) в распоряжение правительства Франции в качестве дипломатических советников правительства, или в распоряжение министра иностранных дел, чтобы выполнять любые работы или миссии, которые министр сочтёт полезными.

### Чрезвычайный и полномочный посол Франции в (название страны)
«Чрезвычайный и полномочный посол Франции в (название страны)» — это классическая высшая дипломатическая должность руководителя дипломатического представительства Франции за рубежом.
На неё индивидуальным декретом президента Французской республики на заседании Совета министров по представлению министра иностранных дел, как правило, назначаются карьерные дипломаты из особого корпуса французской государственной службы — корпуса «полномочных министров».

### Корпус полномочных министров
Корпус полномочных министров — это отдельный корпус (подразделение) французских государственных чиновников со специализацией на международных отношениях в подчинении МИДа Франции.
Корпус полномочных министров включает в себя три уровня (классных чина) по возрастанию: полномочный министр второго класса, полномочный министр первого класса и полномочный министр вне класса. При этом второй классный чин имеет два подуровня (эшелона).
На начальный уровень корпуса полномочных министров — второго эшелона второго класса — назначаются государственные чиновники из нижестоящего специализированного корпуса «советников по международным отношениям» (с уровня «вне класса»), имеющие стаж службы не менее 16 лет или специально назначенные в корпус советников по международным отношениям выпускники Национальной школы администрации при премьер-министре Франции.
Сроки обязательного стажа работы: на втором (низшем) эшелоне второго класса три года, в первом классе — два года.
После каждых 12 последовательных назначений в корпус полномочных министров второго эшелона второго класса из нижестоящего специализированного корпуса советников по международным отношениям, тринадцатое назначение может касаться государственного чиновника из любого другого корпуса государственной службы, а четырнадцатое — любого лица, не состоящего на государственной службе. Однако к таким лицам предъявляются жёсткие требования по возрасту (не младше 47-50 лет) и стажу работы (не менее 17-22 лет).
Полномочные министры вне класса со стажем государственной службы не менее 25 лет по представлению министра иностранных дел и по отдельному декрету, принятому на Совете министров, так же как и «послы Франции», могут выделяться на один год (с возможностью продления) в распоряжение правительства Франции в качестве дипломатических советников правительства, или в распоряжение министра иностранных дел, чтобы выполнять любые работы или миссии, которые министр сочтёт полезными.

## Список послов, посланников и поверенных в делах Франции в России

### XVIII век: послыКоролевства Францияв России (1712—1791)
| Период    | Имя                                                                                     | Портрет | Примечание |
| --------- | --------------------------------------------------------------------------------------- | ------- | --- |
| 1702—1713 | Жан-Казимир Балюз                                                                       | -       | |
| 1713—1721 | Анри Лави (фр. Henry Lavie)                                                             | -       | коммерческое представительство                                                                                     |
| 1721—1726 | Жак де Кампредон                                                                        | -       | |
| 1727—1733 | Маньан (фр. Le Magnan)                                                                  | -       | поверенный в делах (фр. chargé d’affaires)                                                                         |
| ок. 1734  | Эдуар Саломон Фонтон де л’Этан-ла-Виль (фр. Édouard-Salomon Fonton de l'Étang-la-Ville) | -       | специальный посланник (фр. envoyé spécial)                                                                         |
| 1739—1742 | маркиз Жак-Иоахим Тротти де ла Шетарди                                                  |         | - |
| 1742—1743 | Луи д’Юссон д’Алион (фр. Louis d'Usson d'Alion)                                         | -       | |
| 1743—1744 | маркиз Жак-Иоахим Тротти де ла Шетарди                                                  |         | Повторно. Имел верительные грамоты в качестве посла, но грамоты не вручил, и был выслан из страны как частное лицо |
| 1744—1748 | Луи д’Юссон д’Алион (фр. Louis d'Usson d'Alion)                                         | -       | Повторно |
| 1748      | Жан-Батист Декюри де Сен-Совер (фр. Jean-Baptiste Decury de Saint-Sauveur)              |         | поверенный в делах (с сохранением должности консула)                                                               |
| 1755-1756 | Александр-Пьер Маккензи-Дуглас                                                          |         | секретная миссия (с Шевалье д’Эоном), затем - поверенный в делах                                                   |
| 1757-1760 | маркиз Поль Франсуа де Лопиталь                                                         |         | |
| 1760—1764 | барон Луи Огюст де Бретейль                                                             |         | |
| 1763—1767 | маркиз Николя де Боссе-Рокфор (фр. Nicolas-Mathieu, marquis de Bausset-Roquefort)       | -       | |
| 1770—1772 | Оноре-Огюст Сабатье де Кабр (фр. Honoré-Auguste Sabatier de Cabre)                      | -       | поверенный в делах                                                                                                 |
| 1772—1774 | Франсуа-Мишель Дюран де Дистрофф                                                        | -       | |
| 1775—1777 | маркиз Жак Ле Клер де Жуинье                                                            |         | |
| 1782—1784 | маркиз Шарль Оливье де Сен-Жорж де Верак                                                | -       | |
| 1784—1789 | Граф Луи-Филипп де Сегюр                                                                |         | |
| 1790—1791 | Рене Эсташ д’Омонд, граф де Буатрон                                                     |         | |

### ОтВеликой французской революциидоОктябрьской революциив России (1791—1917)
| Период    | Имя | Портрет |
| --------- | --- | ------- |
| 1789—1792 | Эдмон Шарль Жене (фр.) Поверенный в делах. Объявлен «персоной нон грата» императрицей Екатериной Великой |         |
| 1792—1812 | Бартелеми де Лессепс Генеральный консул                                                                  |         |
| 1801—1804 | Габриэль Эдувиль                                                                                         |         |
| 1807      | Рене Савари, герцог Ровиго                                                                               |         |
| 1807—1811 | Арман де Коленкур, герцог Виченцский                                                                     |         |
| 1811—1812 | граф Жак Александр Ло де Лористон                                                                        |         |
| 1814—1819 | принц Жюст де Ноай                                                                                       |         |
| 1819—1827 | Граф Огюст Феррон де ла Ферроне                                                                          |         |
| 1828—1830 | Казимир де Рошешуар-Монтремар                                                                            |         |
| 1830—1832 | Маршал Адольф Эдуар Мортье, герцог Тревизский                                                            |         |
| 1833      | Казимир де Рошешуар-Монтремар Повторно                                                                   |         |
| 1833—1835 | маршал Франции, маркиз Николя Жозеф Мезон                                                                |         |
| 1835—1848 | барон Проспер де Барант                                                                                  |         |
| 1848—1849 | Адольф Ле Фло                                                                                            |         |
| 1849      | Луи де Ламорисьер                                                                                        |         |
| 1849—1854 | Бартелеми де Кастельбажак                                                                                |         |
| 1856—1857 | герцог Шарль де Морни                                                                                    |         |
| 1857—1858 | Альфонс де Райневаль                                                                                     |         |
| 1858—1864 | Луи Наполеон Ланн, герцог Монтебелло                                                                     |         |
| 1864—1869 | Шарль де Тайлеран-Перигор                                                                                |         |
| 1869—1870 | Эмиль Феликс Флёри                                                                                       |         |
| 1871—1879 | Адольф Ле Фло                                                                                            |         |
| 1879—1881 | Альфред Шанзи                                                                                            |         |
| 1882—1883 | Констан Жорес                                                                                            |         |
| 1883—1886 | Генерал Феликс Аппер                                                                                     |         |
| 1886—1891 | Поль Лефевр де Лабуле                                                                                    |         |
| 1891—1902 | Луи Гюстав Ланн, маркиз Монтебелло                                                                       |         |
| 1903—1908 | Морис Бомпар                                                                                             |         |
| 1909—1913 | Жорж Луи                                                                                                 |         |
| 1913—1914 | Теофиль Делькассе                                                                                        |         |
| 1914—1917 | Жорж Морис Палеолог                                                                                      |         |

### ОтОктябрьской революциидо концаВторой мировой войны
| Период    | Имя                                                                       | Портрет |
| --------- | ------------------------------------------------------------------------- | ------- |
| 1917      | Жорж Морис Палеолог                                                       |         |
| 1917—1919 | Жозеф Нуланс                                                              |         |
| 1924—1931 | Жан Эрбетт (фр. Jean Herbette)                                            |         |
|           | Граф Франсуа Дежан (фр. François Dejean)                                  |         |
| 1933—1936 | Шарль Альфан (фр. Charles Alphand)                                        |         |
| 1936—1939 | Робер Кулондр (фр. Robert Coulondre)                                      |         |
| 1939—1940 | Поль-Эмиль Наггиар (фр. Paul-Émile Naggiar)                               |         |
| 1940—1941 | Эйрик Лабонн (фр.)                                                        |         |
| 1941      | Гастон Бержери (фр.) Разрыв дипломатических отношений с 30 июня 1941 года |         |
| 1942—1945 | Роже Гарро (фр. Roger Garreau) делегат                                    |         |
| 1945—1946 | Жорж Катру (фр. Georges Catroux)                                          |         |

### От окончания Второй мировой войны до настоящего времени
| Период       | Имя                                       | Портрет |
| ------------ | ----------------------------------------- | ------- |
| 1946—1948    | Жорж Катру                                |         |
| 1948—1952    | генерал Ив Шатеньо (фр. Yves Chataigneau) |         |
| 1952—1955    | Луи Жокс (Louis Joxe)                     |         |
| 1955—1964    | Морис Дежан                               |         |
| 1964—1966    | Филипп Боде                               |         |
| 1966—1968    | Оливье Вормсер (фр. Olivier Wormser)      |         |
| 1968—1973    | Роже Сейду Форнье де Клозон               |         |
| 1973—1976    | Жак Вимон                                 |         |
| 1976—1979    | Брюно де Лёсс де Сион                     |         |
| 1979—1981    | Анри Фроман-Мёрис                         |         |
| 1981—1984    | Клод Арно                                 |         |
| 1985—1986    | Жан-Бернар Ремон                          |         |
| 1986—1988    | Ив Панье                                  |         |
| 1989—1991    | Жан-Мари Мерийон                          |         |
| 1991—1992    | Бертран Дюфурк                            |         |
| 1992—1996    | Пьер Морель                               |         |
| 1996—2000    | Юбер Колен де Вердье                      |         |
| 2000—2003    | Клод Бланшмезон                           |         |
| 2003—2006    | Жан Каде                                  |         |
| 2006—2008    | Станислас Лефевр де Лабуле                |         |
| 2009—2013    | Жан де Глиниасти                          |         |
| 2013—2017    | Жан-Морис Рипер                           |         |
| 2017—2019    | Сильви Берманн                            |         |
| 2020—2024    | Пьер Леви                                 |         |
| 2025 — н. в. | Николя де Ривьер                          |         |

## Резиденции посла Франции в России

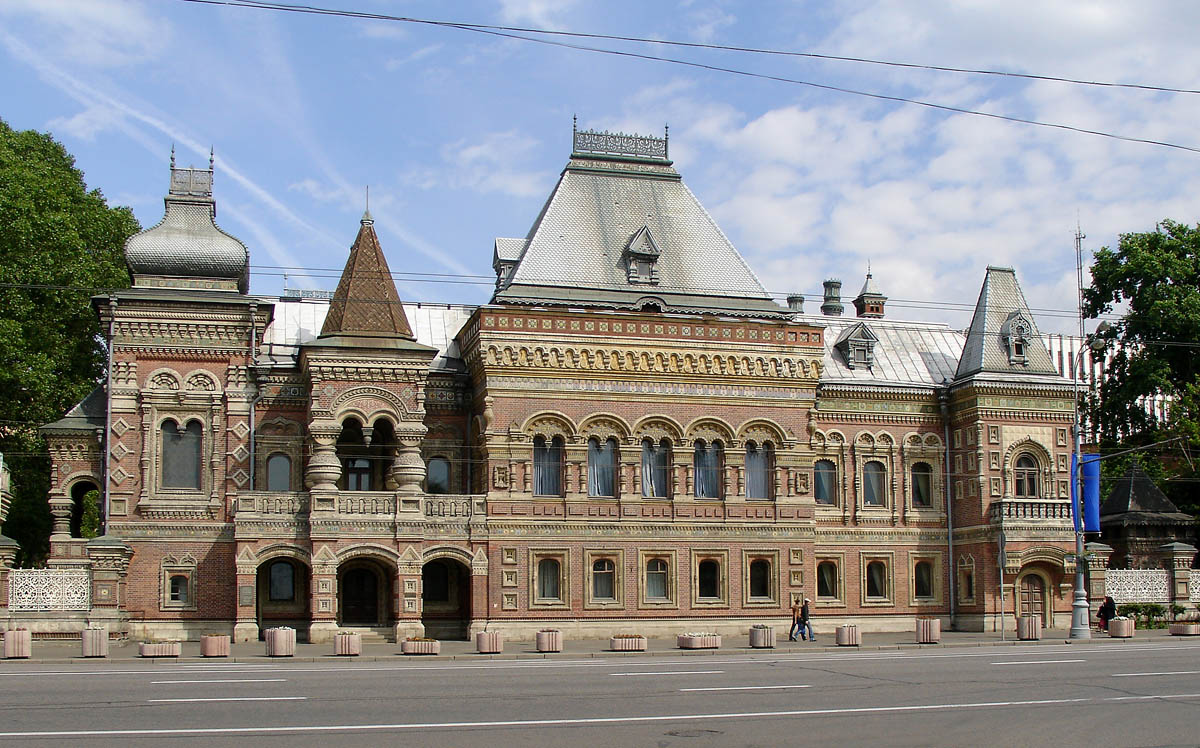
Дом Игумнова на Большой Якиманке

Официальной резиденцией чрезвычайного и полномочного посла Франции в России является Дом Игумнова, расположенный по адресу улица Большая Якиманка,  43.